# Барньов Анатолій Олександрович
Барньов Анатолій Олександрович (нар. 16 березня 1979, Лугинки) — український військовослужбовець, полковник Збройних Сил України, начальник управління фізичної культури та фізкультурно-спортивної реабілітації командування підготовки Командування Сухопутних військ Збройних Сил України (з 2024), відзначився у ході російського вторгнення в Україну, учасник російсько-української війни.

## Біографія

### Освіта
- Харківський інститут танкових військ імені Верховної Ради України при Харківському державному політехнічному інституті (2001)
- Переяслав-Хмельницький державний педагогічний університет імені Григорія Сковороди (2013)
- Національний університет оборони України імені Івана Черняховського (2022, оперативно-тактичний рівень)

### Військова кар'єра
- 2001—2004 — командир танкового взводу танкової роти танкового батальйону
- 2004—2006 — командир роти забезпечення батальйону управління
- 2006—2021 — начальник фізичної підготовки і спорту 30-ї окремої механізованої бригади
- 2021—2022 — офіцер групи стандартів фізичної підготовки Центру оперативних стандартів і методики підготовки ЗСУ
- 2022 — начальник відділу фізичної підготовки командування підготовки Командування Сухопутних військ
- з 2024 — начальник управління фізичної культури та фізкультурно-спортивної реабілітації Командування Сухопутних військ ЗСУ

## Сучасна діяльність
У 2024 році сформував управління фізичної культури та фізкультурно-спортивної реабілітації Командування Сухопутних військ.
Основні завдання управління включають:
- підвищення рівня фізичної готовності військовослужбовців до виконання бойових завдань
- відновлення функціональних можливостей організму
- поліпшення фізичного і психологічного стану військовослужбовців через заняття фізичною підготовкою і спортом
- проведення базової загальновійськової підготовки та фізкультурно-спортивної реабілітації з особовим складом Сухопутних військ

Розвиває напрямок фізкультурно-спортивної реабілітації в Сухопутних військах Збройних Сил України.

## Участь в бойових діях

### Війна на сході України
- З липня 2014 року брав участь у відбитті збройної агресії Російської Федерації проти України у складі бригади, яка вела бої за звільнення Рубіжного, Степанівки, Слов'янська та інших населених пунктів.

#### Російське вторгнення в Україну (2022)
- Виконував завдання у складі Об'єднаних сил ЗСУ, які втримували Сєвєродонецьк, Лисичанськ, Попасну та інші міста Донецької та Луганської областей.

## Нагороди
- Указом Президента України від 17.02.2016 № 53/2016 нагороджений відзнакою Президента України[1] «За участь в антитерористичній операції» за захист суверенітету та територіальної цілісності України.
- Нагороджений відзнакою Начальника Генерального штабу — нагрудним знаком «Учасник АТО».
- Нагороджений Відзнакою Міністерства Оборони України Медаль «15 років Збройним Силам України» — 2006 рік;
- Відзнака Міністерства Оборони України медаль «За сумлінну службу» ІІ ступеня — 2007 рік;
- Відзнака Міністерства Оборони України медаль «15 років сумлінної служби» — 2014 рік;
- Пам'ятний нагрудний знак «30-та окрема гвардійська механізована Новоград-Волинська Рівненська орденів Червоного прапора і Суворова бригада» — 2015 рік;
- Відзнака начальника Генерального штабу — Головнокомандувача Збройних Сил почесний нагрудний знак «За досягнення у військовій службі» ІІ ступеня — 2016 рік;
- Відзнака Міністерства Оборони України нагрудний знак «За зразкову службу» — 2016 рік;
- Відзнака Міністерства Оборони України медаль «20 років сумлінної служби» — 2017 рік;
- Відзнака Міністерства Оборони України нагрудний знак «За військову доблесть» — 2019 рік;
- Відзнака начальника Головнокомандувача Збройних Сил почесний нагрудний знак «За досягнення у військовій службі» І ступеня — 2020 рік;
- Відзнака Міністерства Оборони України медаль «Ветеран служби» — 2022 рік;
- Відзнака командувача Сухопутних військ Збройних Сил України почесний нагрудний знак «За службу» — 2022 рік;
- Відзнака командувача Сухопутних військ Збройних Сил України нагрудний знак «Хрест Сухопутних військ» — 2023 рік;
- Відзнака командувача Сухопутних військ Збройних Сил України нагрудний знак «Сухопутні війська України» — 2024 рік;